# Château des Carmes
Le château des Carmes est un château situé à La Flèche dans le département de la Sarthe. Forteresse établie au milieu du XIe siècle, elle est transformée par les religieux Carmes au XVIIe qui y établissent leur couvent, puis devient une habitation particulière après la Révolution. Plus ancien bâtiment de la commune, il est reconverti en mairie au début du XXe siècle.

## Histoire

### La forteresse médiévale
L'édification de la forteresse primitive remonte au XIe siècle. Vers 1050, Jean de Beaugency, seigneur de La Flèche, recherche un site pour y construire son château. Il choisit de l'établir sur une île du Loir, à l'emplacement de l'actuel château des Carmes. Véritablement assise dans la rivière, la forteresse est protégée par trois îles garnies d'avant-postes et de pont-levis. L'ensemble est défendu par un réseau de fortifications hydrauliques. Dans le même temps, Jean de Beaugency fait construire un pont afin de détourner la voie commerciale de Blois à Angers pour la faire passer aux pieds de la forteresse naissante dans le but de contraindre les marchands à payer des droits de passages au seigneur du lieu.
En 1081, Foulques-le-Réchin, comte d'Anjou, assiège le château de Jean de Beaugency. La forteresse est brûlée, puis reconstruite aussitôt. Dès le XIe siècle, une chapelle est édifiée par Jean de Beaugency. Elle reçoit le nom de Notre-Dame-du-Chef-du-Pont, en raison de sa situation à l'entrée du pont enjambant le Loir. Elle constitue l'une des trois premières paroisses fléchoises avec l'église Saint-Thomas et l'église Saint-Ouen. Saint-Louis, qui séjourne à La Flèche le 15 mai 1230, s'y recueillera, tout comme Thomas Becket quelques années avant lui. Plusieurs fois assiégée pendant la guerre de Cent Ans, la forteresse est occupée par les Anglais jusqu'en 1418.
L'ancien château fort est reconstruit dans la deuxième moitié du XVe siècle par René d'Alençon, seigneur de La Flèche. Mais en dépit de ces aménagements, la forteresse ne répond plus aux exigences de luxe et de confort de la Renaissance et est très vite délaissée. Françoise d'Alençon, la fille de René, fait construire une nouvelle demeure, le « Château-Neuf », à l'emplacement du futur collège.

### Du couvent des Carmes à la demeure bourgeoise
Louis XIII séjourne au château des Carmes en août 1620, alors qu'il poursuit l'armée de sa mère Marie de Médicis. Devant l'état de délabrement de l'édifice, il décide de faire don de la chapelle Notre-Dame-du-Chef-du-Pont aux religieux de Cîteaux le 28 octobre 1623. Les cisterciens décident finalement de ne pas s'installer à La Flèche, et la communauté des pères Carmes, qui logeait dans une vieille bâtisse à proximité des remparts de la ville, demande au Cardinal de Richelieu, alors abbé de Cîteaux, qu'il leur cède la chapelle Notre-Dame. La cession fut actée le 1er décembre 1640, les pères Carmes étant par la même occasion chargés de débarrasser le Loir des murailles effondrées obstruant le cours des eaux de la rivière. C'est à cette époque que le pont sur le Loir, récemment reconstruit sur les ordres de Guillaume Fouquet de La Varenne, prend le nom de « Pont des Carmes ». Grâce aux différents legs ou revenus dont ils bénéficient, les pères Carmes transforme en profondeur l'ancienne bâtisse. Ne conservant que le donjon du XVe, ils font raser la forteresse médiévale pour établir leur monastère.
Les Carmes restent propriétaire du château jusqu'à la Révolution. Il est vendu comme bien national en 1794 à un commerçant originaire de Fougeré, François Bertron. La famille Bertron conserve les bâtiments conventuels, à l'exception du cloître et de la chapelle transformés en orangerie, remises et salles des fêtes.

### Hôtel de ville

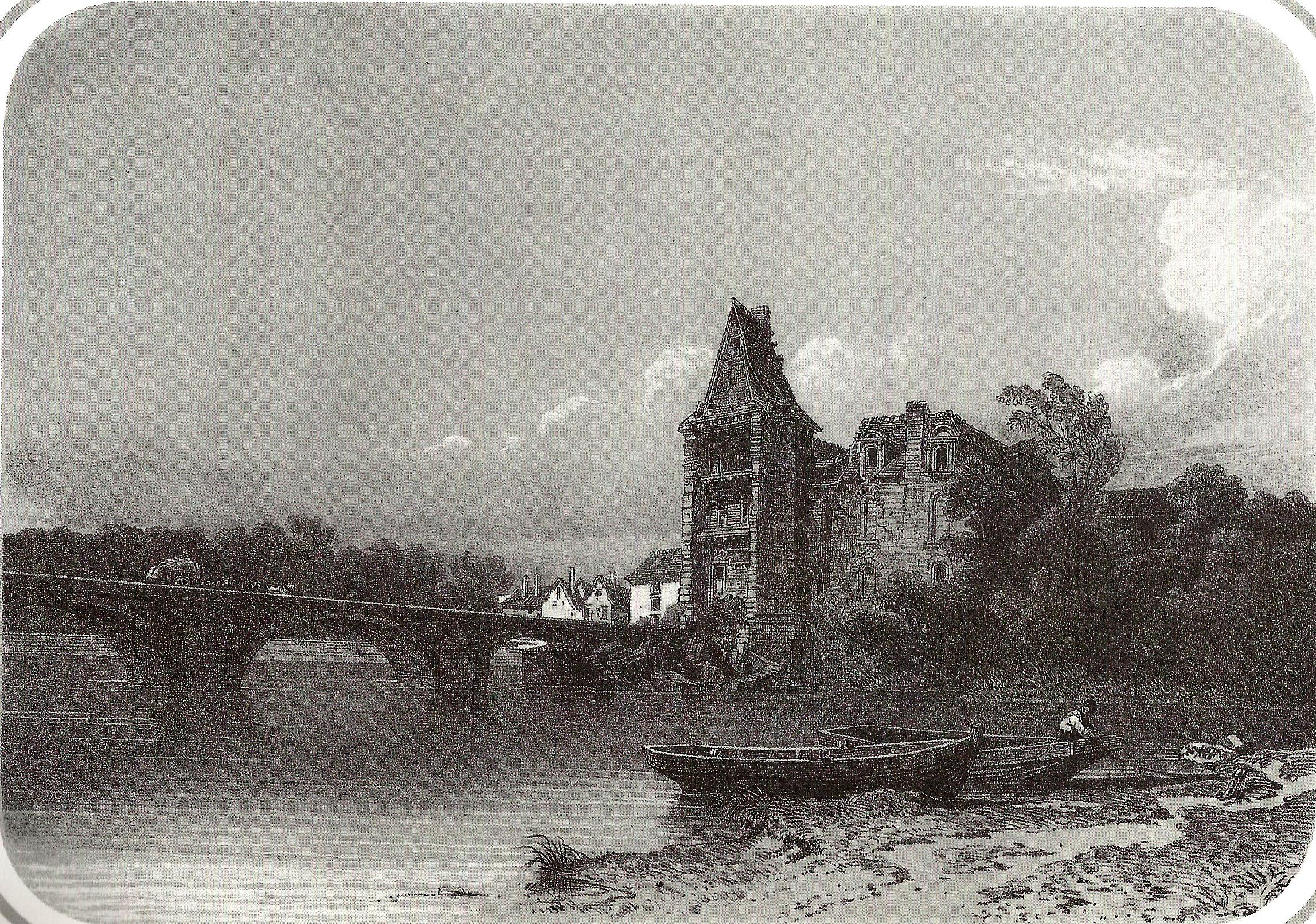
Reste du château de La Flèche, gravure de Thomas Drake, 1860.

Peu après la mort de son propriétaire Émile Bertron-Auger en 1906, le château est mis en vente. Un marchand de biens, M. Bardet, en fait l'acquisition le 30 septembre 1907, sous réserve de le rétrocéder à la ville de La Flèche lorsque celle-ci en manifesterait le désir. En attendant l'acquisition effective du château, les conseillers municipaux fléchois élaborent plusieurs projets d'utilisation des nouveaux locaux, dont l'installation d'une école publique de filles, ce que la préfecture refuse. L'accord concernant le rachat du château des Carmes par la mairie est ratifié par les élus le 27 mars 1909. Il est alors décidé d'y transférer les locaux de la mairie, qui étaient jusqu'alors située dans l'ancienne Halle-au-Blé.
Le 1er mars 1919, le château des Carmes est la proie d'un violent incendie. Seule la tour du XVe siècle située en bordure du Loir est préservée. En raison du coût élevé des travaux de restauration, le château des Carmes demeure en ruine pendant plusieurs années. La reconstruction partielle des bâtiments est alors décidée et les bureaux de la mairie sont réinstallés au cœur du château le 19 novembre 1928. L'ancien cloître n'est pas restauré, et l'ancienne chapelle est aménagée en salle des fêtes.
À la fin du XXe siècle, un projet d'extension de la mairie voit le jour sous le mandat de Guy-Michel Chauveau. Un bâtiment moderne est alors adjoint au château des Carmes. Réalisés par les architectes Philippe Bodinier, Roland Korenbaum et Adrien Fainsilber, les nouveaux locaux entrent en fonction le 2 mai 1994. Le château des Carmes accueille aujourd'hui des expositions, des mariages, des réceptions ou des réunions.

## Architecture
Le château des Carmes est implanté dans un méandre sur la rive nord du Loir. Il occupe deux îlots séparés par des canaux. De l'époque médiévale ne subsiste que la tour du XVe siècle, face à la rivière. Elle possède deux étages carrés et un étage de comble. Deux tourelles néo-classiques sont ajoutées sur sa façade en 1880. Le corps principal de logis, construit à l'époque des pères Carmes, se compose d'un étage carré et d'un étage de comble. Sur l'îlot nord se situe l'ancienne chapelle, séparée du reste des bâtiments par un cloître d'eau, espace déambulatoire. La cour d'honneur est clôturée par une grille et un portail monumental dont les piliers sont surmontés de lions. Les nouveaux bâtiments sont implantés à l'angle sud-est du château.

## Galerie

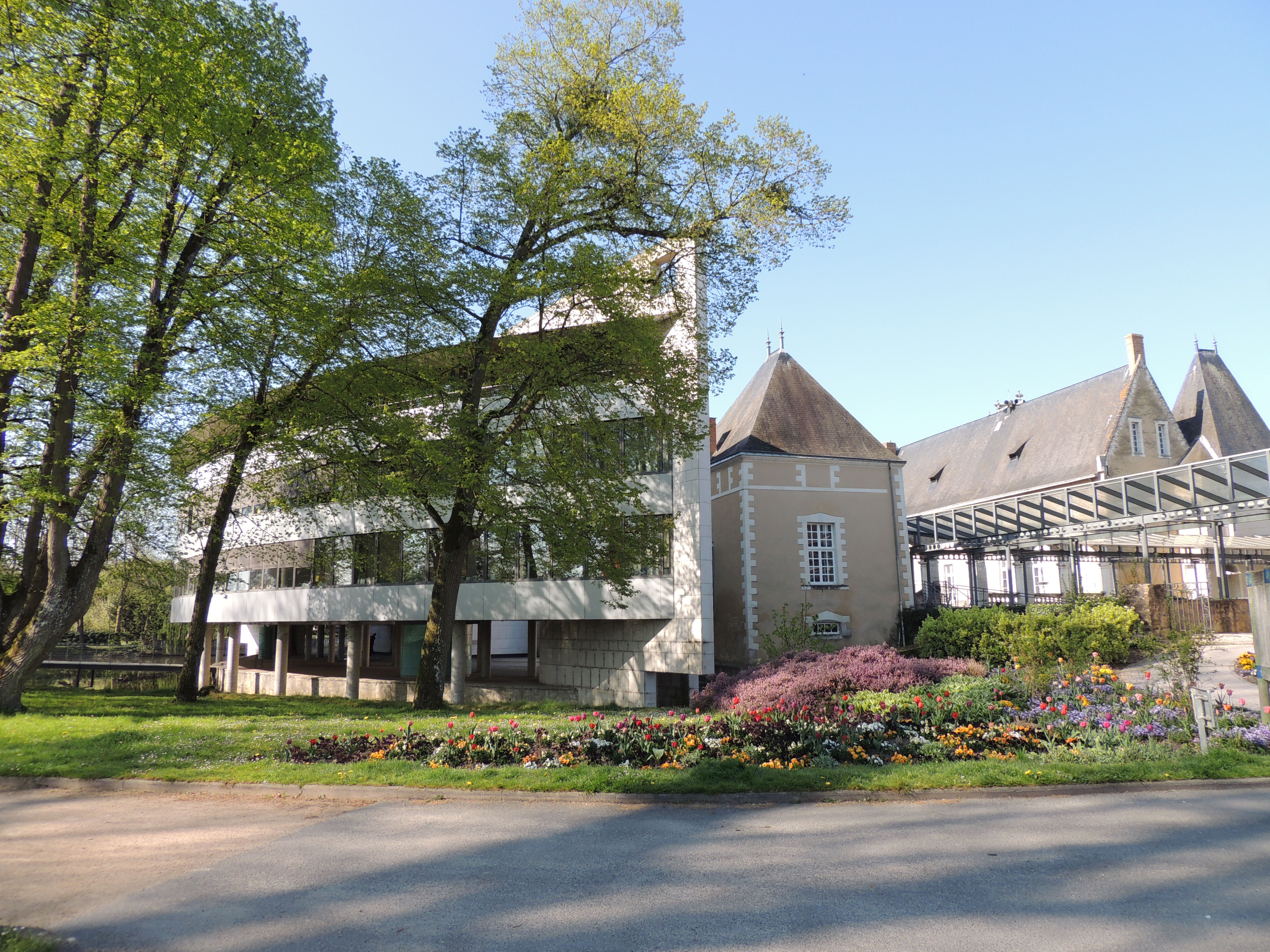
Les bâtiments de la nouvelle mairie, vus depuis l'entrée du Parc des Carmes.
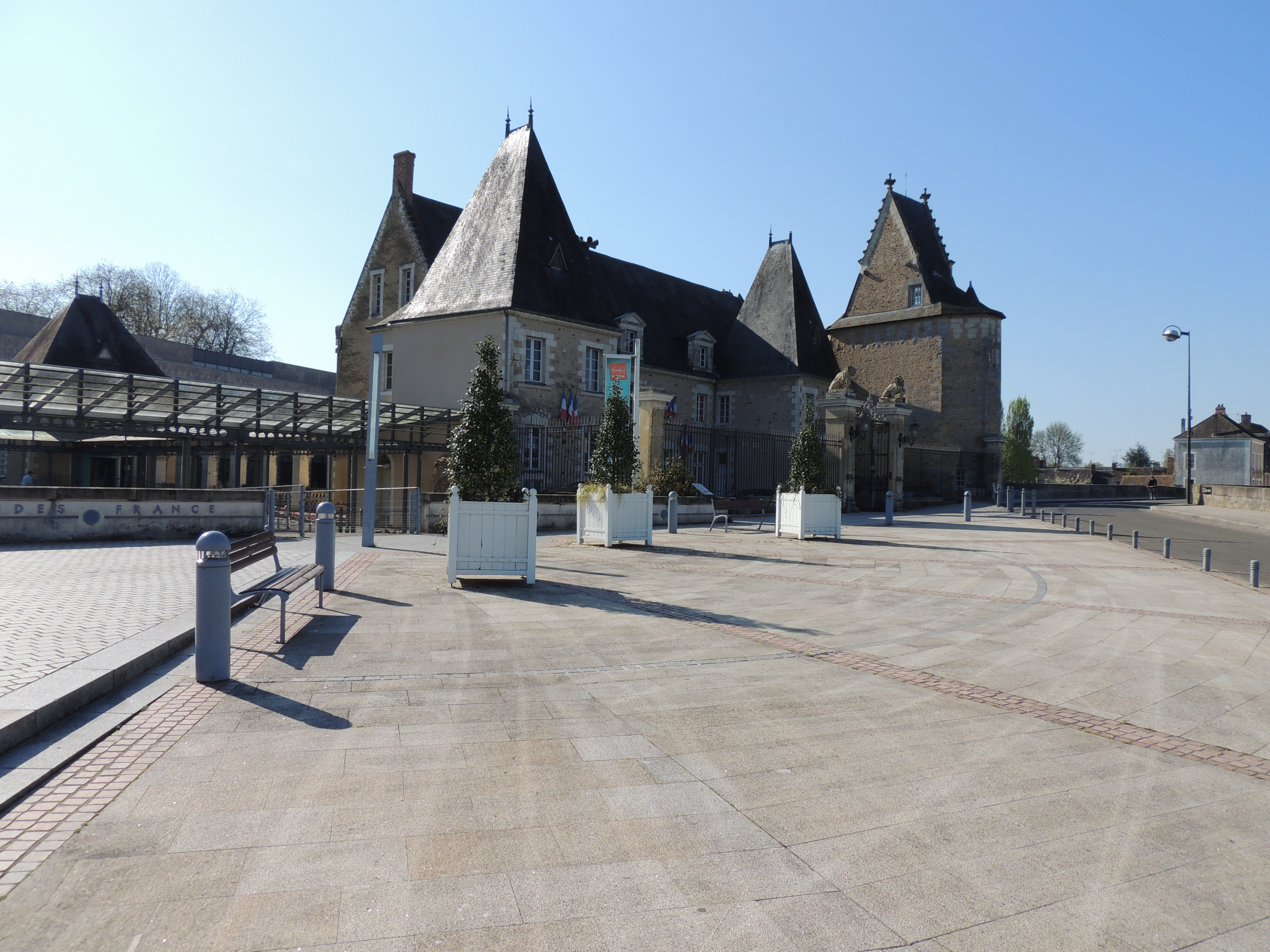
Le château des Carmes, vu depuis l'espace Pierre Mendès-France.
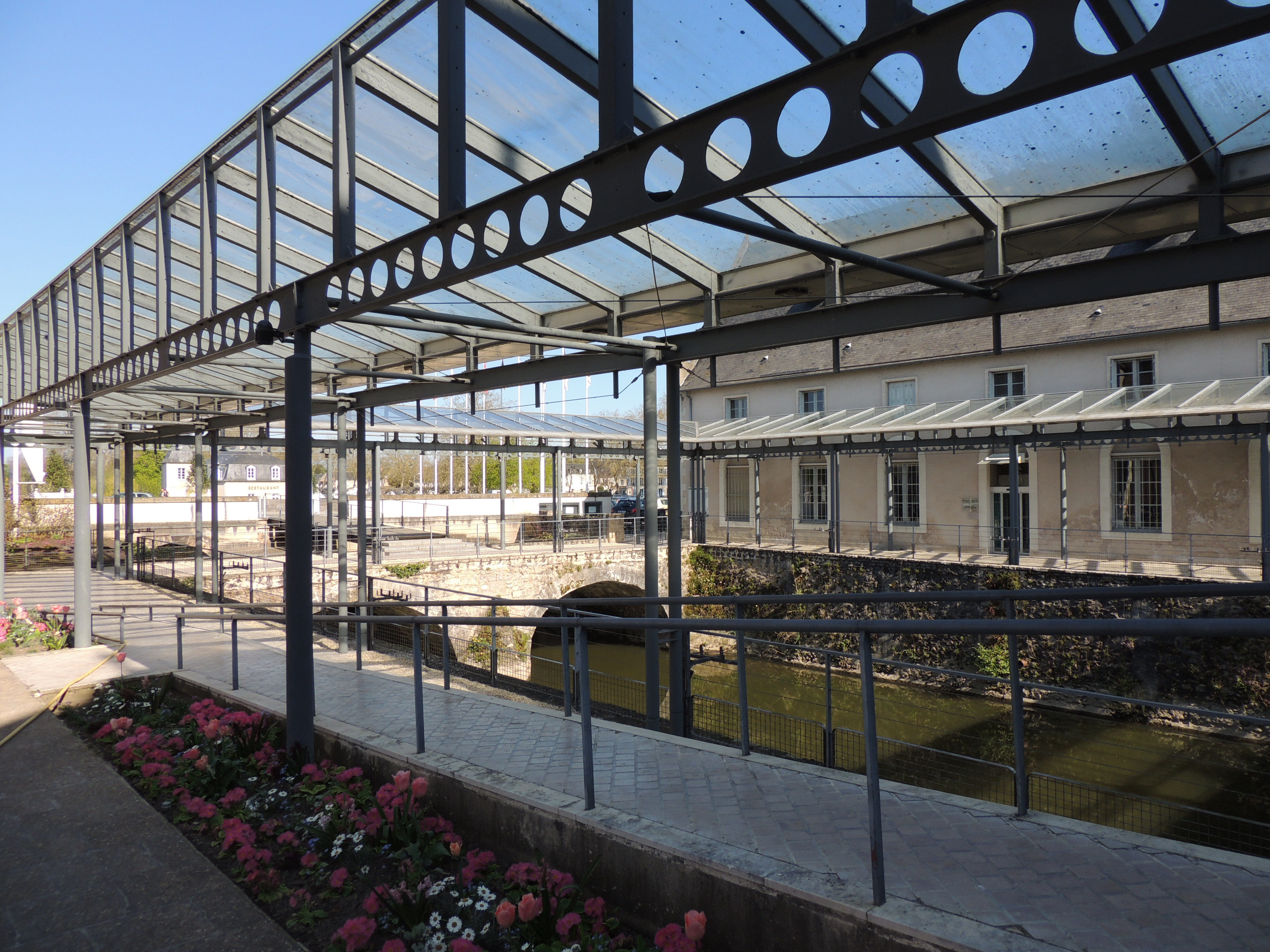
Le cloître d'eau.
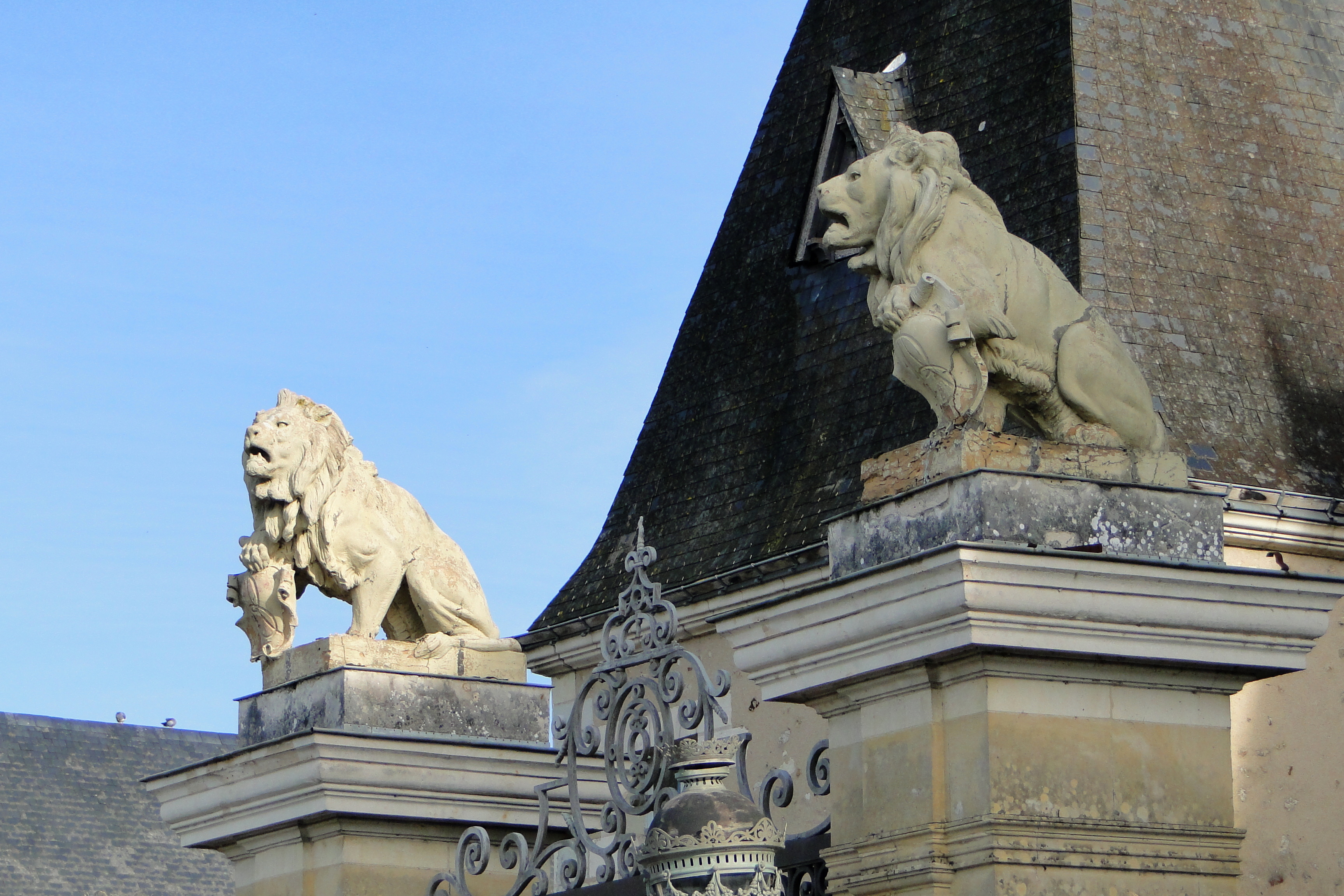
Les lions surmontant les piliers du portail d'entrée.
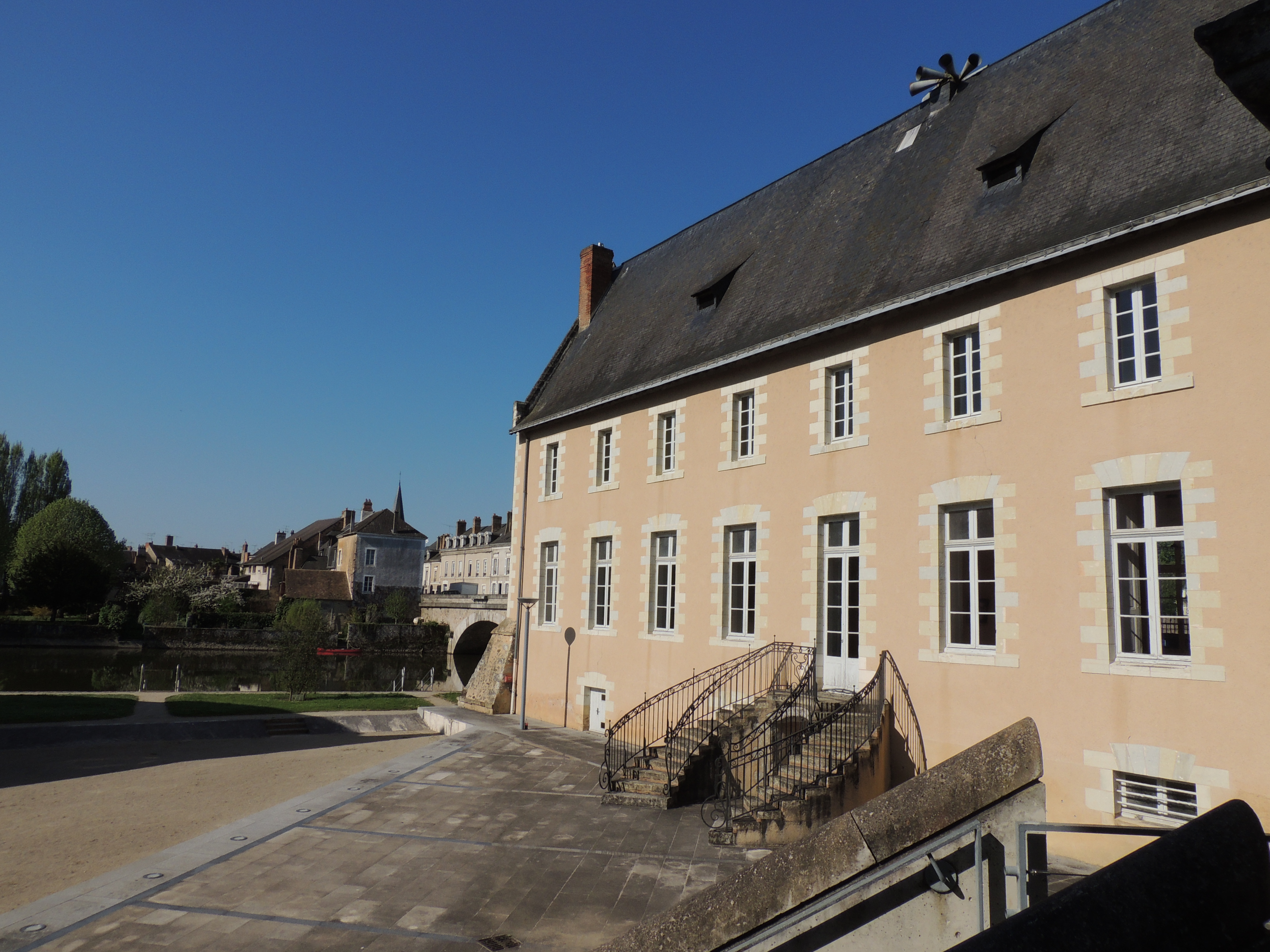
La façade est du château des Carmes.

### La Flèche intra-murosPierre Schilte
- Pierre Schilte, La Flèche intra-muros, Cholet, Farré, 1980, 223 p., p. 177-192

1. 1 2  p. 177.
2. 1 2 3  p. 179.
3. ↑  p. 178.
4. 1 2  p. 180.
5. ↑  p. 181.
6. ↑  p. 182.
7. ↑  p. 184.
8. ↑  p. 185.

### LeXXesiècleà La Flèche, Première période: 1900-1944Daniel Potron
- Daniel Potron, Le XXe siècle à La Flèche : Première période : 1900-1944, La Flèche, Daniel Potron, 1999, 403 p. (ISBN 2-9507738-2-6)

1. 1 2 3 4  p. 31-35.
2. ↑  p. 189.
3. 1 2  p. 217-220.

### Autres sources
1. ↑  Jean-Louis Destable, Éléments pouvant servir à l'histoire des origines de La Flèche et du pays fléchois, Cahiers Fléchois no 1, 1979, p. 8-13.
2. 1 2  
Joseph Grandet, Notre-Dame angevine, Angers, Germain et G. Grassin, 1884, 638 p. (lire en ligne), p. 215-216.
3. ↑  Pierre Schilte, Le château des Fouquet de la Varenne à La Flèche au XVIIe siècle, Le Mans, Imprimerie Martin, 1987-1988, 143 p., p. 27
4. 1 2  Daniel Potron, Le XXe siècle à La Flèche : Seconde période : 1944-2001, La Flèche, Daniel Potron, 2010, 544 p. (ISBN 2-9507738-4-2), p. 415-420
5. ↑  « Le château des Carmes », sur le site de la mairie de La Flèche (consulté le 22 avril 2013)
6. ↑  « Château des Carmes », notice no IA72000110, sur la plateforme ouverte du patrimoine, base Mérimée, ministère français de la Culture